# Storia di Lecco

## Storia di Lecco

### Epoca Celtica  Romana
La storia di Lecco è molto antica, recenti scavi dei Musei civici di Lecco hanno portato alla scoperta di un villaggio della Cultura di Golasecca (Prima Età del Ferro) alla Rocca di Chiuso. L'orizzonte cronologico va dal IX secolo a.C. al IV secolo d.C. Quindi l'insediamento dei Celti golasecchiani nella zona precede di oltre 4 secoli l'arrivo dei Celti La Tène da oltralpe e numerosi ritrovamenti archeologici testimoniano la presenza della cultura di Golasecca e di La Tène nella zona (Olate di Lecco, Valsassina). Nel 2005 ai Piani d'Erna gli scavi dei Musei Civici di Lecco e della Università di Bergamo hanno portato alla luce il più antico sito di produzione metallurgica dell'intero arco alpino (II secolo a.C. - I secolo d.C.).
I resti di forni fusori e di scorie di lavorazione comprovano che questa attività, che sarà poi per duemila anni tradizionale per Lecco, era allora già fiorente.
Probabilmente celtico anche il toponimo Lecco che si collega a Lech o Loch e cioè lago, come ancora oggi in numerosi dialetti e toponimi di origine celtica (Irlanda, Scozia, Galles, Bretagna, Galizia). I ritrovamenti archeologici d'Età romana sono tanto scarsi e sporadici da far escludere l'esistenza, all'epoca, di un abitato di una certa consistenza. Questo tende ad escludere l'ipotesi paventata da alcuni storici che hanno individuato in Lecco la città romana fondata nel 95 a.C. da Licinio Crasso nell'area lariana.
Anche la principale arteria militare proveniente da Aquileia, attraverso Bergamo, diretta a Como, non transitava da Lecco ma più a sud, sul ponte romano di Olginate. Il castrum del colle di Santo Stefano, individuato da Bognetti, e sul quale condusse i primi scavi archeologici il padre di Alessandro Manzoni, Pietro, risale al periodo Tardoantico-Altomedivale e faceva parte delle possenti fortificazioni del limes, poste a difesa di Mediolanum, che circondavano tutto il Lario Orientale da Monte Barro a Lavello. Il Castron Leuci (castrum di Lecco) era sicuramente esistente al tempo di Giorgio Cipro.

### Il medioevo

Stemma della città di Lecco

Durante l'alto medioevo la zona dei dintorni di Lecco acquista una notevole importanza militare. Punto nodale di diverse vie che mettevano in comunicazione l'attuale Lombardia con i territori d'Oltralpe, la regione diviene teatro di scontri e decisive battaglie, come è dimostrato dall'improvvisa scomparsa dell'importante fortificazione dei Goti sul Monte Barro, dove gli scavi archeologici hanno messo in luce i resti di un castello del VI secolo, del quale sono stati riconosciuti un'area abitata ai Piani di Barra ed un sistema difensivo tra l'Eremo ed il versante sud-orientale del monte.
Il sistema fortificato di Lecco (Castrum Leuci) diventa sede, con i Carolingi, di un importante Comitato affidato alla famiglia degli Attonidi. Nel 960 l'ultimo di questi conti fu privato del potere dall'imperatore Ottone I e Lecco fu sottoposta alla signoria dell'Arcivescovo di Milano. La signoria arcivescovile su tutte le terre orientali del Lario durerà per molti secoli.
Per tutto il medioevo il nome di Lecco non indica un particolare centro abitato, ma comprende tutta la zona tra il lago e la Valsassina. Lecco era un abitato policentrico, in cui i vari rioni erano strettamente interdipendenti, ognuno con una specializzazione funzionale ed economica.

### Il periodo Comunale
Nel 1117 scoppiò una lunga guerra, durata 10 anni, che vide contrapposti molti paesi dei laghi di Como e di Lugano contro Milano, di cui Lecco era alleata. I lecchesi presero parte allo scontro e nel marzo del 1125, con una flotta di oltre 30 navi (15 cocche e 21 galee dotate di cannoni a lunga gittata), assediarono Como e la incendiarono. Le cronache dell'epoca redatte dai monaci cistercensi (antenati dei fondatori dell'Abbazia di Piona) censirono oltre 3500 comaschi uccisi nell'assedio. I rapporti con Milano rimasero però sempre molto tesi finché si arrivò alle armi. Dopo alterne vicende si raggiunse la pace nel 1219 e, nel 1224, si ottenne il riconoscimento di alcuni diritti dei lecchesi.
Nel tentativo di affrancarsi dal dominio milanese, durante la contrapposizione tra Milano e l'imperatore Federico II - nipote del Barbarossa - Lecco sostenne quest'ultimo, ma alla sua morte i milanesi attaccarono il castello che sorgeva sulla collina di S. Stefano e nel 1250 lo rasero al suolo. Successivamente Lecco rimase coinvolta nelle lotte tra le potenti famiglie milanesi dei Visconti e dei Torriani, questi ultimi proprietari dei territori valsassinesi. Le lotte portarono Matteo Visconti a distruggere il borgo dando ordine che non risorgesse mai più (1296). Nonostante la distruzione Lecco venne però ricostruita e successivamente riconquistata da Azzone Visconti. Questi fece edificare il ponte tuttora esistente che da lui ha preso il nome (conosciuto anche dai residenti col nome di "Ponte vecchio") e, considerando l'importanza strategica della zona posta al confine con il territorio di Venezia, ne fortificò il borgo. Per tutto il periodo la Comunità Generale di Lecco, che comprendeva tutto l'attuale territorio comunale si eresse a libero Comune con propri Statuti e un Consiglio Grande di 100 consiglieri ereditari.

#### Comunità Generale di Lecco
La Comunità Generale di Lecco che fu, dal 1073 al 1757, una piccola provincia autonoma (con una propria amministrazione civile e penale), ma inserita nel più grande Ducato di Milano, era costituita da comuni vicani o vicinie che variarono di numero nel corso dei secoli, nel Seicento erano: 
- Acquate
- Ballabio inferiore
- Ballabio superiore
- Belledo
- Barco
- Brumano
  - coi Forensi
- Castello
- Chiuso
- Germanedo
- Laorca
- Lecco (borgo)
- Maggianico
- Malavedo
- Morterone
- Olate
- Pescarenico
- Pomedo
- Rancio
- San Giovanni alla Castagna

Si noti che Brumano coi Forensi ricadono nell'attuale provincia di Bergamo.

### La dominazione spagnola
Con la caduta del Ducato di Milano Lecco passò alla Spagna, e, sotto Carlo V, venne trasformata in una piazzaforte militare. In questo tormentato periodo si colloca la figura di Gian Giacomo Medici, detto il Medeghino, signore di Musso, un capitano di ventura che dominò la scena lombarda dapprima con azioni piratesche e, successivamente, con una disinvolta e machiavellica condotta politica. L'assedio di Lecco fu curato dall'alfiere Antonio Criminali di Asso. Gian Giacomo Medici ottenne il dominio di Lecco, della Valsassina e di parte della Brianza; dominio che perse quando, momentaneamente, questi territori tornarono sotto Francesco Sforza duca di Milano. Il Medeghino passò quindi agli ordini di Carlo V, facendosi onore come condottiero dell'esercito imperiale. Di fatto in questo periodo il potere rimase nelle mani del Patriziato Milanese, secondo la tradizionale politica spagnola che mantenne l'autonomia dei vari Paesi dipendenti dalla Corona di Spagna. L'attività siderurgica continuò a fiorire, anche per l'azione di numerosi mercanti-imprenditori lecchesi, il principale dei quali fu Giacomo Maria Manzoni, il quadrisavolo del romanziere.
In questo periodo si soffrì, come in tutto il milanese, di pestilenze e carestie, che il Manzoni ha mirabilmente descritto ne I promessi sposi.
Nel 1714 la Lombardia passò agli Asburgo d'Austria e Maria Teresa pose Lecco a capo delle Pievi di Bellano, Mandello, Varenna, Vedeseta e Valsassina.

### La dominazione austriaca
Nel 1784 Giuseppe II d'Asburgo-Lorena visita la città e decide la definitiva soppressione della cinta muraria.
Con la discesa di Napoleone e la nascita nel 1797 della Repubblica Cisalpina, la Riviera di Lecco si trova a far parte dell'effimero dipartimento della Montagna (del quale Lecco è il capoluogo). Nel 1799 un reparto dell'esercito austro - russo di Suvorov al comando del principe Pëtr Ivanovič Bagration si scontrano a Lecco con i francesi e li sconfiggono. La battaglia apre loro le porte di Milano che cade in loro possesso.
L'anno successivo, con il ritorno di Napoleone si ha la Seconda Battaglia di Lecco che è vinta, questa volta, dai francesi. La città è incorporata prima nel Dipartimento del Lario e poi in quello del Serio.
Nel 1814, dopo la definitiva sconfitta di Napoleone, l'esercito austriaco riprende possesso del territorio, sopprime ogni istituzione francese e suddivide definitivamente Lecco in tanti piccoli Comuni che verranno riaccorpati solo nel 1923, durante il Ventennio fascista.
Il periodo del Regno Lombardo-Veneto conobbe effetti positivi sulla storia di Lecco: in questi anni si collocano numerosi interventi di ammodernamento e sviluppo del territorio, come l'introduzione di una burocrazia efficiente, l'incremento del catasto, introdotto già da Giuseppe II, e lo sviluppo industriale che portarono ad un diffuso benessere; l'industria serica, tradizionale nell'area, venne meccanizzata con l'uso del vapore e crebbe impetuosamente la tradizionale lavorazione del ferro, dando vita a grandi Industrie meccaniche come la Badoni  che domineranno il mercato italiano anche per tutto il XX secolo.

### Dal risorgimento al dopoguerra
La prima metà del XIX secolo portò Lecco ad essere uno dei cuori pulsanti della cultura italiana: gli Scapigliati, famoso gruppo di letterati milanesi fecero di Maggianico uno dei loro luoghi di ritrovo preferiti. Il fermento culturale del periodo era associato anche al fermento politico, e Lecco ed i suoi abitanti ebbero un ruolo molto importante nel Risorgimento lombardo.
Alla notizia dell'insurrezione milanese contro l'Austria – marzo 1848 – fu un prete, don Antonio Mascari, ad incitare alla ribellione dal pulpito. Subito si raccolsero denaro e volontari. Nella notte tra il 18 e il 19 marzo i cittadini assediarono il Commissariato e costrinsero il comandante a cedere le armi ma la rivolta non ebbe comunque successo.
Nel '59, con la Seconda Guerra d'Indipendenza, Lecco e la Lombardia, furono unite al Regno di Sardegna, primo troncone del Regno d'Italia. Nel '59, tra l'altro, Lecco riebbe il titolo di città. Primo sindaco fu il notaio Francesco Cornelio.
Nel 1923 i piccoli Comuni in cui gli austriaci avevano suddiviso Lecco vengono riaccorpati, nel 1928 anche il rione Maggianico è riunito alla città, mentre Malgrate e Pescate, di cui era prevista l'aggregazione, mantengono la loro autonomia. La città in seguito si sviluppò di pari passo con il paese, fu centro di aspre lotte sindacali per il miglioramento delle condizioni negli stabilimenti tessili e dovette pagare un enorme tributo di sangue nel corso delle due guerre mondiali, furono molti i caduti ricordati nei numerosi monumenti presenti in città. Tra il settembre del '43 e l'aprile del '45 Lecco si distinse nella resistenza ed è quindi tra le Città decorate al Valor Militare per la Guerra di Liberazione perché è stato insignito nel 1976 della Medaglia d'Argento al Valor Militare per i sacrifici delle sue popolazioni e per la sua attività nella lotta partigiana durante la seconda guerra mondiale.